# Simon Shelton
Simon Shelton Barnes noto come Simon Shelton o Simon Barnes (Londra, 13 gennaio 1966 – Liverpool, 17 gennaio 2018) è stato un attore britannico.

## Biografia
Shelton è nato il 13 gennaio 1966 a Bethnal Green, a Londra.
È morto il 17 gennaio 2018 per ipotermia, quattro giorni dopo il suo 52º compleanno. Aveva un'alta concentrazione di alcol nel suo sistema, avendo avuto una storia di dipendenza da alcol.

## Carriera
Shelton ha interpretato Dark Knight in Incredible Games dal 1994 al 1995. Simon è diventato celebre per aver interpretato Tinky Winky nello show per bambini della BBC, Teletubbies.

## Vita privata
Shelton aveva tre figli; era lo zio dell'attrice Emily Atack.